# Jean the Dog

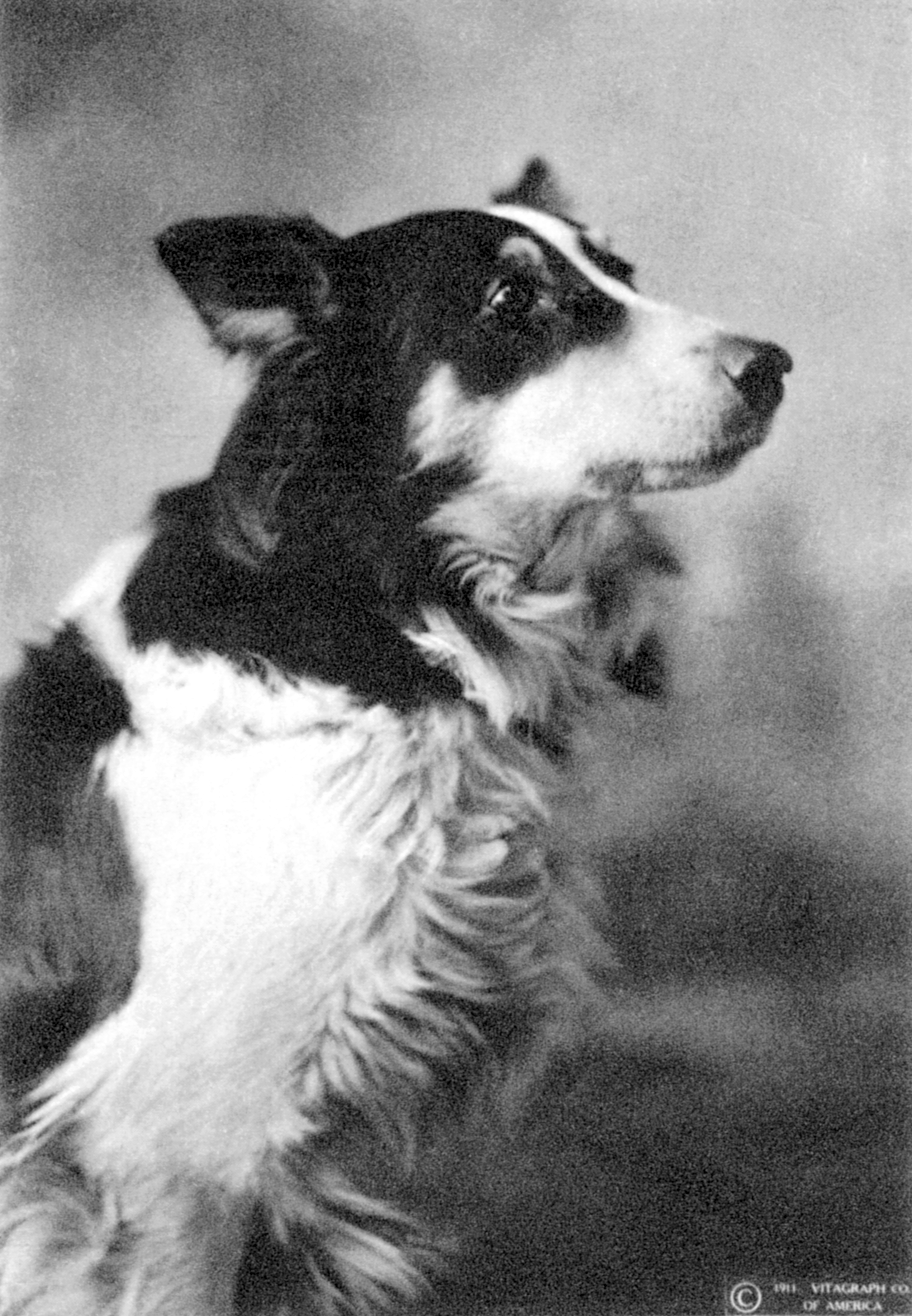
Jean the Dog (1911)

Jean, the Vitagraph Dog o Jean the Dog (1900 ?-1916) era il nome di una Border Collie che divenne una delle prime star del cinema canino. Appartenente al regista Laurence Trimble e a Jane Murfin, la moglie di Trimble, famosa sceneggiatrice e commediografa, fu impiegata dal padrone in alcuni dei suoi film, precorrendo la fama che poi acquisirono altri cani famosi come Lassie e Rin Tin Tin.

## Biografia e carriera
Intorno al 1906, l'aspirante scrittore Larry Trimble lasciò il nativo Maine insieme alla sua collie Jean per andare a vivere a New York. I due capitarono quasi per caso su un set della Vitagraph, una casa cinematografica che aveva i suoi studios in città. La compagnia stava giusto cercando un cane per un film e sia Jean che il suo padrone vennero messi sotto contratto dalla compagnia. La collie diventò così the Vitagraph Dog, interprete e protagonista di una serie di film diretti da Trimble.
The Vitagraph Dog e the Vitagraph Girl (la "ragazza della Vitagraph" era per definizione l'attrice Florence Turner) diventarono un binomio di successo, dirette entrambe da Trimble. Nel 1913, i tre lasciarono la Vitagraph per andare a lavorare in Gran Bretagna. Fu fondata la "Turner Films, Ltd.", una casa di produzione con direttore esecutivo Larry Trimble. Quando, però, scoppiò la guerra, Trimble e la compagnia cominciarono ad avere dei problemi finanziari. Nel 1916, Jean morì.
Trimble, che si era sposato nel 1915 con la commediografa Jane Murfin, trovò in Europa un altro cane, un cane da pastore tedesco che i due chiamarono Strongheart e che diventò ben presto anche lui un divo dello schermo, protagonista dei film di Trimble.

## Filmografia
- Jean and the Calico Doll, regia di Laurence Trimble - cortometraggio (1910)
- Jean, the Matchmaker, regia di Laurence Trimble - cortometraggio (1910)
- Jean Goes Foraging, regia di Laurence Trimble - cortometraggio (1910)
- Jean Goes Fishing, regia di Laurence Trimble - cortometraggio (1910)
- A Tin-Type Romance, regia di Laurence Trimble - cortometraggio (1910)
- Jean and the Waif, regia di Laurence Trimble - cortometraggio (1910)
- Where the Winds Blow, regia di Laurence Trimble - cortometraggio (1910)
- Jean Rescues, regia di Laurence Trimble - cortometraggio (1911)
- When the Light Waned, regia di Laurence Trimble - cortometraggio (1911)
- The Stumbling Block, regia di Laurence Trimble - cortometraggio (1911)
- Tested by the Flag - cortometraggio (1911)
- Auld Lang Syne, regia di Laurence Trimble - cortometraggio (1911)
- Jean Intervenes, regia di Hal Reid - cortometraggio (1912)
- Playmates - cortometraggio (1912)
- The Church Across the Way - cortometraggio (1912)
- Bachelor Buttons, regia di Laurence Trimble - cortometraggio (1912)
- The Signal of Distress, regia di Laurence Trimble - cortometraggio (1912)
- Jean's Evidence, regia di Laurence Trimble - cortometraggio (1913)
- 'Fraid Cat, regia di Tefft Johnson - cortometraggio (1914)